# 陶然 (桂林乳膠廠)
陶然（英語：Tao Ran，1963年—），現任桂林乳膠廠廠長。

## 生平
出生於農民家庭的陶然，1986年，他在大學畢業後，他在桂林橡膠機械廠工作，之後桂林乳膠廠工作至今，由工廠工人、工會主席、書記等工作，到現時廠長高級職位。值得一提，他是把「桂花」舊有品牌，改成為「高邦」避孕套，並把所有質量加以改良，因而成為廣西知名度企業家之一。
曾任中国橡胶协会副会长，中国橡胶协会乳胶分会理事长，中国青少年预防艾滋病基金副主任委员，广西青年企业家协会副会长，桂林市青年联合会副主席，桂林市第二届青年企业家协会副会长。

## 連結
- 陶然-高邦避孕套-桂林乳胶厂厂长介绍 買購網 （页面存档备份，存于）